# Грозю Грозев
Грозю Стоев Грозев е български строител и политик от БКП, герой на социалистическия труд.

## Биография
Роден е на 11 декември 1943 г. в пловдивското село Болярино. През 1966 г. започва да работи в строителната организация в Пловдив, а от 1968 г. е бригадир на зидаро-кофражистка бригада. От 1969 г. е член на БКП. През 1971 г. завършва вечерен строителен техникум. Носител на званията „Млад майстор“, „Герой на социалистическия труд“ и значката „Майстор Колю Фичето“. Кандидат-член е на Пленума на Окръжния комитет на БКП и член на Бюрото на Окръжния съвет на Българските професионални съюзи. От 5 април 1986 до 1990 г. е кандидат-член на ЦК на БКП.